# Partei bulgarischer Sozialdemokraten
Die Balgarski Sozialdemokrati (dt. Bulgarischer Sozialdemokraten) ist eine sozialdemokratische Partei in Bulgarien. Sie ist assoziiert mit der Sozialdemokratischen Partei Europas und ist mit einem Abgeordneten im Europaparlament vertreten. Außerdem ist die Partei Mitglied in der Koalition für Bulgarien, einem Zusammenschluss mehrerer Parteien unter Leitung der Bulgarischen Sozialistischen Partei. Bei den Wahlen im Jahre 2005 erhielt die Koalition 34,2 % der Stimmen und 82 von 240 Sitze in der Narodno Sabranie. Sie sieht sich als Nachfolgerin der 1891 gegründeten und 1948 verbotenen (bzw. mit den Kommunisten zwangsvereinigten) Bulgarischen Sozialdemokratischen Arbeiterpartei und wurde 1990 zunächst als Bulgarische Sozialdemokratische Partei wiedergegründet, nach einigen Jahren im Rahmen verschiedener Koalitionsbündnisse dann aber umbenannt.